# Куценко, Филипп Евдокимович
Филипп Евдокимович Куценко (укр. Пилип Євдокимович Куценко; 1908, Великий Бурлук — 6 февраля 1968) — украинский советский деятель сельского хозяйства, работал на руководящих должностях в совхозе «Красная Волна» в Великобурлукском районе и совхоза № 7 в Чугуевском районе. Герой Социалистического Труда.

## Биография
Филипп Куценко родился в 1908 году в селе Великий Бурлук в украинской крестьянской семье. Получил среднее образование, после Великой Отечественной войны работал в совхозе «Красная Волна» на должности руководителя первого отделения. В 1947 году совхоз собрал рекордное количество зерновых культур. Особенно большие показатели были в заготовки озимой пшеницы, в частности отделение Куценко собрало 32,75 центнера зерна с гектара на общей площади 376 гектаров. За что Президиум Верховного Совета СССР указом от 13 марта 1948 года удостоил Филиппа Куценко звания Героя Социалистического Труда с вручением ордена Ленина и медали «Серп и Молот». Кроме него, звание героя получили ещё восемь рабочих «Красной волны», это был директор совхоза Александр Майборода и звеньевые: Мария Губина, Варвара Житник, Екатерина Колесник, Татьяна Лидовская, Пелагея Олейник, Анна Пасмур и Варвара Сиренко. Филипп Куценко продолжал работать в совхозе до 1950 года, когда его направили в номерной совхоз № 7 в Чугуевском районе, где он работал до выхода на пенсию. Умер Филипп Куценко 6 февраля 1968 года и был похоронен в селе Ивановка Чугуевского района.

## Награды
- Герой Социалистического Труда (13.03.1948)[1]
- орден Ленина (13.03.1948)[1]
- медаль «Серп и Молот» (13.03.1948)[1]
- медали[1]